# Opération Carbet
L'opération Carbet est une opération militaire.
En 2004, la force de maintien de la paix des Nations unies intervient en Haïti afin de rétablir l'ordre (MINUSTAH).
La France participe en envoyant la 2e compagnie du 3e régiment étranger d’infanterie. C'est la première opération du régiment depuis son arrivée de Madagascar. Elle a également envoyé un détachement de métropole basé sur la compagnie d'éclairage et d'appui (CEA) du 1er régiment de chasseurs parachutistes (1RCP) et du commando Jaubert. 
L'escadron 23/2 de Gendarmerie mobile de Mont-de-Marsan (aujourd'hui dissout) a également participé aux missions de rétablissement de l'ordre en Haïti durant l'opération Carbet soit du 2 mars au 21 juin 2004.
La 1re compagnie du 33e Régiment d'infanterie de marine stationnée à Fort de France a été projetée dès janvier 2004 pour contrôler le secteur nord et nord est de Haïti. 
Installée à Cap haïtien, la compagnie contrôlait le secteur nord jusqu'à Fort Liberté et Ounanaminthe. (frontière de la République dominicaine)
L'état-major du COMSUP FAA a encadré cette projection pilotant par la même l'engagement des autres unités.